# جورج کنجکاو ۳: بازگشت به جنگل
جورج کنجکاو ۳: بازگشت به جنگل (انگلیسی: Curious George 3: Back to the Jungle) فیلمی در ژانر است که در سال ۲۰۱۵ منتشر شد. از بازیگران آن می‌توان به فرانک ولکر اشاره کرد.

## خلاصه داستان
در سومین قسمت از سری داستان‌های «جورج کنجکاو»، او به یک سفر فضایی مهمی اعزام می‌شود، اما ناگهان نیرویی مرموز در مناطق آفریقا او را به سمت خود می‌کشد و…